# بوتريسكين
البوتريسكين (Putrescine) أو رباعي ميثيلين ثنائي أمين هو مركب كيميائي عضوي له الصيغة C4H12N2، وهو يحوي زمرتي أمين مرتبطين على طرفي سلسلة كربونية مكونة من أربع ذرات، ويكون على شكل صلب عديم اللون.

## الوفرة الطبيعية والتحضير

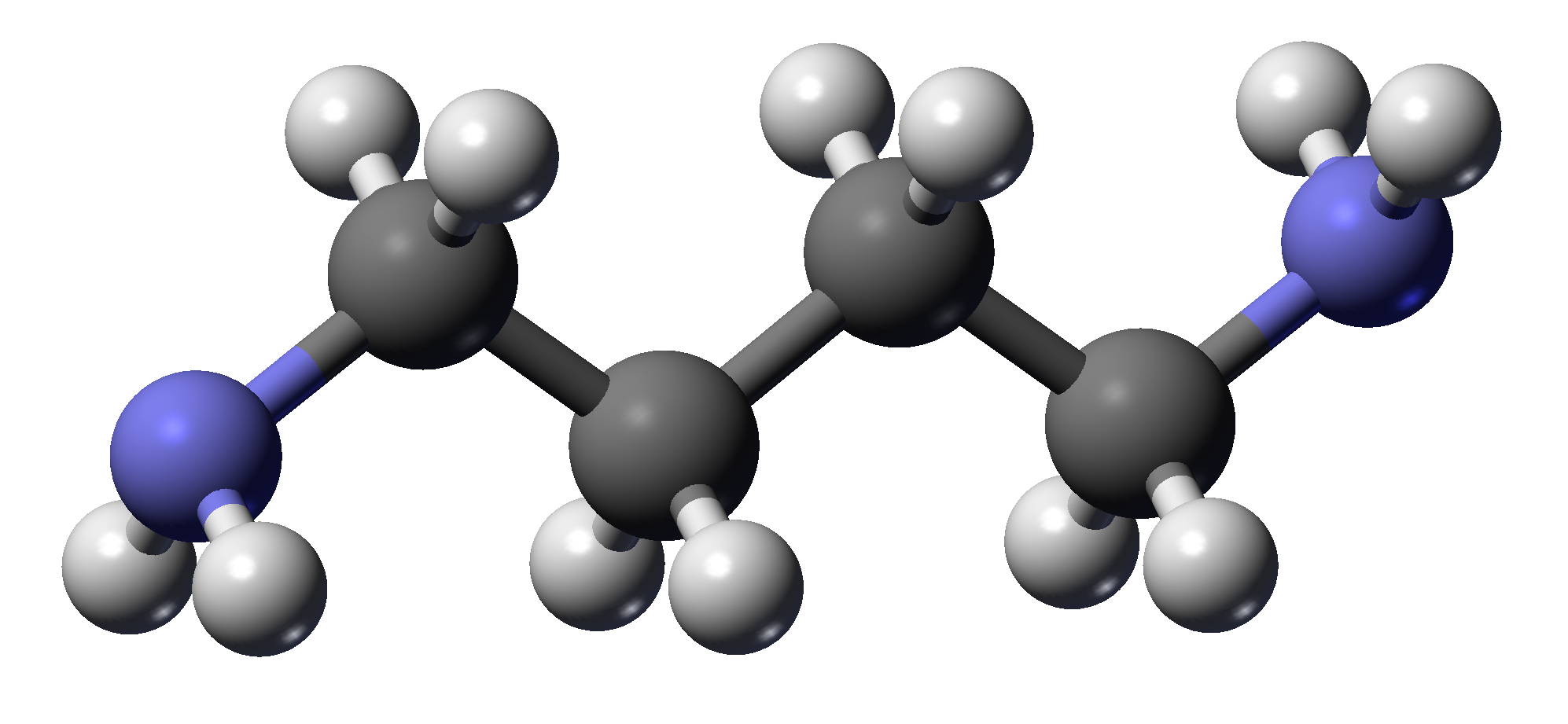
مجسم ثلاثي الابعاد لجزيئة البوتريسكن

يتكون البوتريسكين كناتج طبيعي لعملية تقويض الأحماض الأمينية في المتعضيات الحية أو الميتة، وهو يعد مسؤولاً عن الرائحة الكريهة الصادرة عن تفسخ اللحم.
كما يوجد طبيعياً أيضاً في النطاف بمرافقة عديدات أمين أخرى مثل سبيرمين وسبيرمدين، كما يعد مسؤولاً عن الرائحة الصادرة عن رائحة الفم الكريهة والبكتيريا المهبلية.
يحضر البوتريسكين على مستوى صناعي من هدرجة سكسينونتريل، والذي ينتج عن إضافة سيانيد الهيدروجين إلى أكريلونتريل.

## الخصائص
بكون البوتريسكين على شكل صلب بلوري عديم اللون، وله رائحة كريهة. وينتج عن تقويض الأحماض الأمينية، وهو سام عندما يكون بكميات كبيرة.

## الاستخدامات
يستخدم البوتريسكين كمادة بادئة في الصناعات الكيميائية، حيث يمكن أن يتفاعل مع حمض الأديبيك ليعطي متعدد الأميد Nylon 46، والذي يسوق من قبل شركة DSM تحت اسم Stanyl.

## السمية
يعد البوتريسكين ساماً في حالة الجرعات الكبيرة. السمية الفموية الحادة في الجرذان منخفضة عند 2000 ملغ/كغ من وزن الجسم، دون ملاحظة مستوى أثر ضائر عند 2000 ppm‏ (180 ملغ/كغ وزن الجسم/يوم).